# Chlum (Křemže)

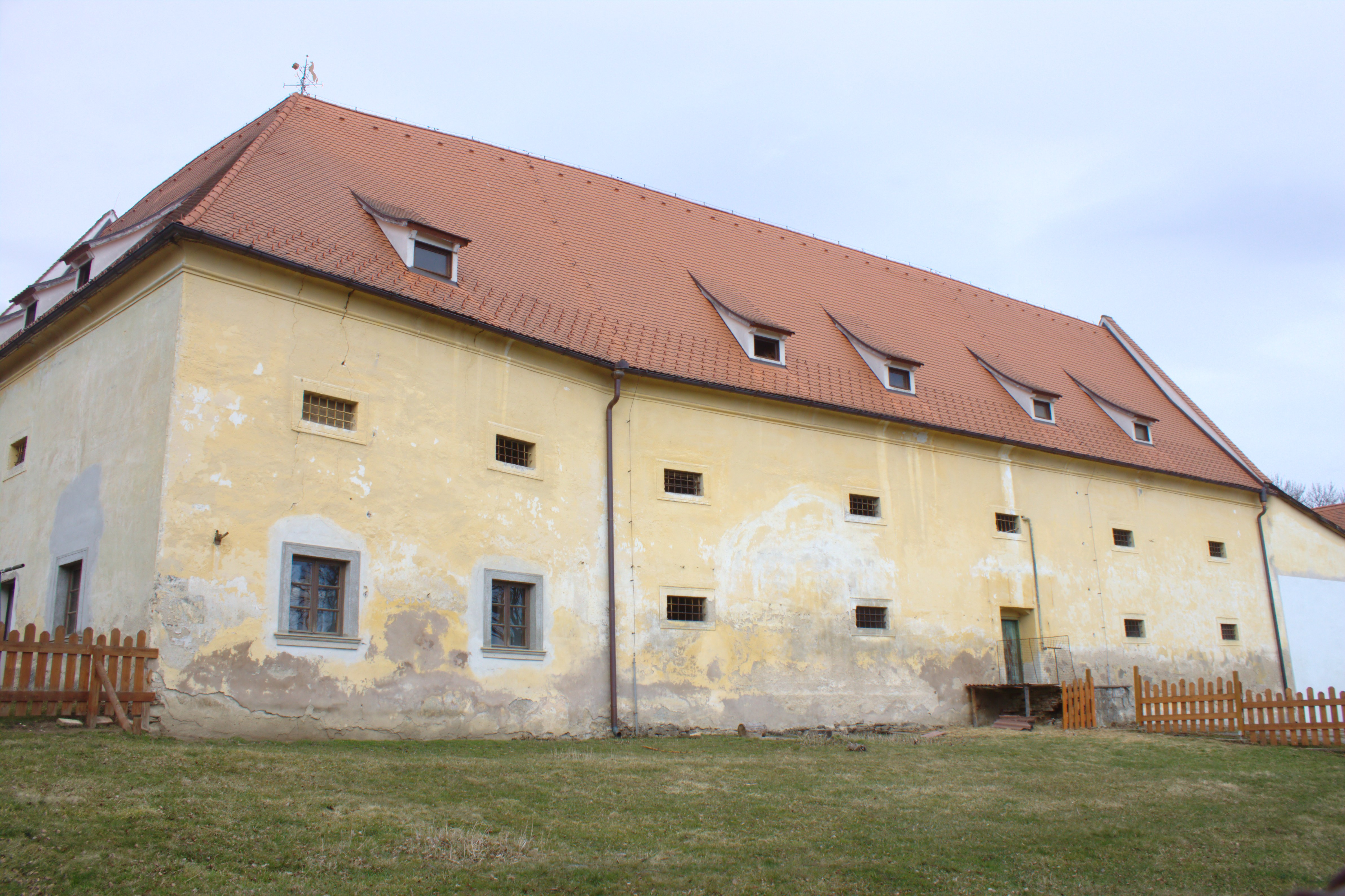
Tvrz

Chlum je vesnice, část městyse Křemže v okrese Český Krumlov. Nachází se asi 1 km na západ od Křemže. Prochází zde silnice II/143. Je zde evidováno 227 adres.

Chlum leží v katastrálním území Chlum u Křemže o rozloze 14,81 km². V katastrálním území Chlum u Křemže leží i Lhotka a Loučej.

## Historie
První písemná zmínka o vesnici pochází z roku 1279; jejím majitelem byl Beneš z Chlumu, který pocházel z rodu pánů ze Strakonic. Od roku 1547 chlumský statek patřil Častolarům z Dlouhé Vsi. V roce 1668 koupil Chlum s Křemží Jan Kristián I. z Eggenbergu; po vymření všech mužských potomků rodu Eggenbergů přešlo celé panství pod rod Schwarzenbergů. V 1. světové válce padlo 29 zdejších občanů.

## Osobnosti
- Václav Cába (1846–1916) – čestný kanovník katedrální kapituly v Českých Budějovicích, čestný měšťan Křemže
- Marie Lávičková (1968–2024) – bezdomovkyně a recidivistka

## Pamětihodnosti
- Cihelna
- Tvrz

## Chráněné části přírody
- Přírodní rezervace Bořinka
- Přírodní rezervace Kleť